# Элфин
Элфин (англ. Elphin; ирл. Ail Finn) — деревня в Ирландии, находится в графстве Роскоммон (провинция Коннахт) у пересечения дорог R368 и R369.

## Демография
Население — 591 человек (по переписи 2006 года). В 2002 году население составляло 527 человек.
Данные переписи 2006 года:
| Общие демографические показатели |               |                               |                               |      |      |
| Всё население                    | Всё население | Изменения населения 2002—2006 | Изменения населения 2002—2006 | 2006 | 2006 |
| 2002                             | 2006          | чел.                          | %                             | муж. | жен. |
| 527                              | 591           | 64                            | 12,1                          | 298  | 293  |